# Ultimul vânător de vrăjitoare
Ultimul vânător de vrăjitoare  (titlu original: The Last Witch Hunter) este un film american din 2015 regizat de Breck Eisner. Este creat în genurile fantastic, de acțiune. Rolurile principale au fost interpretate de actorii Vin Diesel, Elijah Wood și Rose Leslie. Scenariul este scris de Cory Goodman, Matt Sazama și Burk Sharpless.

## Distribuție
- Vin Diesel - Kaulder
- Rose Leslie - Chloe
- Elijah Wood - Dolan 37th
- Michael Caine - Dolan 36th
- Ólafur Darri Ólafsson - Baltasar Ketola/Belial
- Julie Engelbrecht - Witch Queen
- Rena Owen - Glaeser
- Isaach De Bankolé - Max Schlesinger
- Lotte Verbeek - Helena, Kaulder's wife
- Dawn Olivieri - Danique
- Inbar Lavi - Sonya
- Aimee Carrero - Miranda
- Bex Taylor-Klaus - Bronwyn
- Allegra Carpenter - Fatima
- Kurt Angle - Bodyguard #4
- Joe Gilgun - Ellic

## Producție
Cheltuielile de producție s-au ridicat la 71–90 milioane $.

## Lansare și primire
A avut încasări de 146,9 milioane $.